# 阿里斯達·莊士敦
阿利斯泰爾·威廉·莊士敦（英語：Alistair William Johnston；1998年10月8日—）是一名加拿大足球員，效力於蘇格蘭超級聯賽塞爾提克隊和加拿大國家隊，司職後衛。

## 生平

### 俱樂部生涯
2020年1月9日，莊士敦在2020年MLS選秀中以第11順位被拿舒維爾足球會選中，於2020年2月25日與俱樂部正式簽約。
2021年12月，CF蒙特利爾以100萬美元轉會費從拿舒維爾購入莊士敦，並和他簽下兩年合約。
2022年12月，在2022年男足世界盃小組賽結束後不久，莊士敦被交易到蘇超巨頭凱爾特人。

### 國家隊生涯
2021年1月，莊士敦第一次受邀參加加拿大男足集訓營。同年3月，莊士敦入選加拿大男足出戰世預賽的大名單，並在客場挑戰百慕達群島的比賽上第一次為大國家隊上陣。同年6月，莊士敦在加拿大客場挑戰開曼群島的比賽上貢獻了個人第一顆大國家隊入球。
2021年7月，莊士敦入選加拿大男足出征中北美金盃的大名單。